# Salomon Köhlström
Salomon Siimoninpoika Köhlström auparavant Salomon Siimoninpoika Köykkä (né le 24 mai 1746 à Jalasjärvi - mort le 4 mars 1827 à Ilmajoki) est un bâtisseur d’églises finlandais.

## Ouvrages
Salomon Köhlström a conçu de nombreuses églises dont les suivantes : 
- 1796, Église de Ahlainen
- 1800, Église de Jalasjärvi
- 1804, Église de Honkajoki
- 1808, Église de Karijoki
- 1820, Église de Kauhajoki[3],[4]
- 1823, Église de Lavia